# Yathar
yathar Myanmar Co., Ltd.（ヤターミャンマー株式会社）は、ミャンマーで最大のシェアを誇るグルメ・ビューティープラットフォーム「yathar」（ミャンマー語で「味」の意味を表す）を開発、運営している日系ミャンマー法人のIT企業。通称yathar（ヤター）。本社はシンガポール（yathar Pte. Ltd.）。同社は、プラットフォーム事業をメイン事業とし、コンサルティング、アウトソース開発、翻訳、デザイン、インターネットに関わる全ての事業を展開。

## 会社概要
2018年4月よりサービスを開始したグルメプラットフォーム「yathar」 は、AIの活用、実名制による書き込みやSNS機能、多言語機能が特徴で、リリースから1年弱でミャンマー国内ダウンロード数、MAU数でNo.1を達成した。
さらに、これまで得た知見とデータを基に事業領域を拡大し、ユーザーの生活に欠かせないプラットフォームへ拡張していくため様々なサービスの展開を進める。
手がけるサービスには、「ヘア・ネイル・エステ・マッサージなどの美容プラットフォーム」、「店舗向けブロードバンド回線／公衆無線LANサービス」、「店舗向けBtoB仕入れプラットフォーム」「店舗向けPOSレジシステム」、「WEB広告・SNSコンサルティング」、「インフルエンサー・エンターテインメント領域へのアプローチ」、「オフショア・アウトソース開発」などがある。

2021年9月現在のアプリダウンロード数は14〜15万（*推定値含む）、Facebookフォロワー数30万人超、登録店舗数約12,000店舗。

## 沿革
- 2018年4月 - yathar Myanmar Co., Ltd.設立
- 2018年11月 - グルメサービスとして、アプリダウンロード数、月間利用者数でミャンマー国内No.1シェアを達成
- 2019年3月
  - プレシリーズA資金調達
  - オウンドメディア「yathar Magazine」リリース
- 2019年4月 - ミャンマー第二の都市マンダレーに支店開設
- 2019年9月 - 広告・SNSコンサルティングサービス「yathar Media」リリース
- 2019年10月
  - The Internet Conference 2019の選ぶ「Top 50 Tech Companies Award」を受賞
  - 10月14日 - 16日開催の「InterCon DUBAI」にて表彰
- 2020年5月
  - シリーズA資金調達、Super App化本格始動
  - シンガポール法人設立
- 2020年6月 - 美容プラットフォーム「yathar Beauty」リリース。美容室、ヘア、ネイル、マッサージ、サロン、フィットネス、整形外科、歯科などの美容・理容店舗を対象とした、検索・予約・クーポン発行等が利用できるプラットフォーム。ユーザーはWEBやスマートフォンアプリから、店舗の最新情報を閲覧し、クチコミやオンライン予約、クーポン等が利用可能。店舗オーナーは専用のコントロールパネルから、お店の販促やキャンペーン情報の掲載が可能となる。また、オンライン予約管理システムをリーズナブルに導入できるため、これまで専用のシステム構築や運用がネックとなっていた店舗や中小事業者にも向けたサービスとなっている。
- 2020年8月 - 「Hi-So」と業務提携、yathar内からフードデリバリーが可能に。ミャンマーでフードデリバリーやオンラインショッピングサービスを提供するHi-So Co., Ltd.（以下、Hi-So）と業務提携し、Hi-Soが提供するフードデリバリーサービス「Hi-So Food」についてyathar内でのサービス提供を開始。yatharアプリ内ではデリバリーを利用できる店舗においてディープリンク型ボタンが実装され、Hi-Soを経由したデリバリー注文がシームレスに可能に（現在はHi-So社の休業により一時サービス停止中）。
- 2020年9月 - アウトソース開発サービス「yathar Tech」リリース。yatharが自社開発で培った技術力とノウハウを活用し、クライアントのシステム開発、Webサイト制作、クラウドインフラ構築を請け負うサービス。「The Internet Conference」の選ぶ「Top 50 Tech Companies Award 2019」を受賞したことに裏付けされる世界に認められた技術力、 現地採用エンジニアと日系エンジニアが共同で開発、圧倒的な低コスト、多国籍に自社サービスを展開するスケーラブルなシステム設計を特長とする。
- 2020年12月 - 市場調査サービス「yathar Research」（国内No.1のユーザー数を誇る飲食店や美容・サロン等のショップに関するネットワークと、ユーザーの利用状況から蓄積したビッグデータを活用し、ミャンマー市場、更には東南アジア各国に対する調査サービス）、進出サポートサービス「yathar Consulting」（ミャンマーやタイの市場を中心とする、東南アジア各国市場のスペシャリストが、東南アジア各国での会社設立、ライセンス取得、事業進出をサポート）リリース
- 2021年1月 - 医療系プラットフォーム「yathar Medical」、オープンデータ・APIを提供する「yathar OpenDataPlatform」、コミュニティスペース「yathar Base」リリース。

## 経営者
市川 俊介
yathar Pte. Ltd. / yathar Myanmar Co., Ltd. / 株式会社ワールドストリートCo-Founder & CEO
大学で文化人類学を学んだ事をきっかけにバックパッカーとして世界数十カ国を行脚。同時に俳優業、音楽活動。引退後、タイレストランでマネージングを経験。インターネットに大きな可能性を感じGMOインターネッ ト株式会社へ入社。同社にてベトナム、ミャンマー、シンガポール、タイなど東南アジア各国のネットインフラ事業立ち上げに責任者として参画。退職後、起業。2020年11月、グローバルビジネスに特化したオンラインサロン「BORDERLESS]」を立ち上げ、主催。
内山 光
大学卒業後、2007年GMOインターネット入社。ドメイン、ホスティング、クラウド、ブロックチェーン、仮想通貨、海外事業等のプロダクトを担当。退職後、AIを活用したグルメプラットフォーム「yathar」を考案し、モバイルアプリ・Webアプリ・バックエンド・その他システムを開発。2018年4月より現職。
2人は前職のGMOインターネットにて出会い、2011年9月2日にワールドストリートを共同創業。同社ではITを主軸にインターネットプラットフォーム事業、インターネットサービス事業、デザイン事業、コンサルティング事業、翻訳事業を展開。後、2018年にyatharを共同創業。

## サービス
yathar
ミャンマー国内最大の、飲食店を対象とした、検索・予約・クーポンなどが利用できるサービス。ユーザーはWEBやスマートフォンアプリから、お店の最新の情報を閲覧し、クチコミやオンライン予約、クーポン等を利用可能。最先端のAIを採用し、facebookの投稿、yatharの口コミ、現在地などの情報を元に利用者の嗜好や場所に合わせてお薦めの飲食店をピックアップする機能を備えている。店舗オーナーは専用のコントロールパネルを利用でき、お店の販促やキャンペーン情報の掲載が可能となる。また、オンライン予約管理システムをリーズナブルに導入できるため、これまで専用のシステム構築や運用がネックとなっていた店舗や中小事業者にも向いたサービスとなっている。
yathar Beauty
美容室、ヘア、ネイル、マッサージ、サロン、フィットネス、整形外科、歯科などの美容・理容店舗を対象とした、検索・予約・クーポンなどが利用できるサービス。ユーザーはWebやスマートフォンアプリから、お店の最新の情報を閲覧し、クチコミやオンライン予約、クーポン等を利用可能。店舗オーナーは専用のコントロールパネルを利用でき、お店の販促やキャンペーン情報の掲載が可能となる。また、オンライン予約管理システムをリーズナブルに導入できるため、これまで専用のシステム構築や運用がネックとなっていた店舗や中小事業者にも向いたサービスとなっている。
yathar Medical
病院、クリニックの検索・予約や医療情報を提供することができるサービス。ユーザーはWebやスマートフォンアプリから、病院の情報を閲覧し、クチコミやオンライン予約、医者の指名等の機能を利用可能。病院側は専用のコントロールパネルを利用でき、リアルタイムでの管理や情報掲載が可能。また、オンライン予約管理システムをリーズナブルに導入できるため、これまで専用のシステム構築や運用がネックとなっていた小規模なクリニック等にも向いたサービスとなっている。
yathar BB
店舗向け公衆無線LAN Wi-Fiシステム。KDDIとの提携により、yathar契約店舗は格安で導入可能。
yathar Magazine
オウンドメディア。フードテック、ビューティテック、メディカルテックなどの分野を中心に、同社の関わる情報をユーザーへ届ける。
yathar Media
yathar契約店舗向けの自社Facebookメディア。メディア運用事業の他、FacebookなどのSNSコンサルティング、準広告等のサービスも含み、店舗情報の充実・拡散を望むオーナー向けのサービスとなっている。
yathar Research
国内No.1のユーザー数を誇る飲食店や美容院・サロン等のショップに関するネットワークと、ユーザーの利用状況・蓄積したビッグデータを活かし、ミャンマー市場、及び東南アジア各国に関する調査代行サービスを提供。現地でのリアルな調査はもちろん、WEB調査、グループアンケート調査、現地調査同行、また顧客の希望に応じて、リサーチ結果をもとに戦略立案・支援。
yathar Consulting
ミャンマーやタイの市場を中心とする、東南アジア各国市場のスペシャリストが、ミャンマーでの会社設立、ライセンス取得、事業進出をサポート。日系ITベンチャーの運営するミャンマー現地企業という特質を活かし、弊社の培った知見、人脈、自社のマーケティングツール等を活用して、継続的に顧客のビジネスをサポートする。
yathar Tech
yatharが自社開発で培った技術力とノウハウを活用し、クライアントのシステム開発、Webサイト制作、クラウドインフラ構築を請け負うサービス。「The Internet Conference」の選ぶ「Top 50 Tech Companies Award」(2019)を受賞するという世界に認められた技術力、 現地採用エンジニアと日系エンジニアが共同で開発する圧倒的な低コスト、多国籍に自社サービスを展開するスケーラブルなシステム設計を特長とする。
yathar POS
yatharの提供する、クラウドベースのPOSシステム。Web上のシステムの為、ローカルストレージの代わりに遠隔サーバー上で店舗情報を管理可能。端末はタブレット、支払いは月払い制であり、初期費用が不要かつ随時最新のアップデートを利用可能。パートナーとの提携により、業界最安値での提供を実現している。
yathar Smart Order
ユーザー自身のスマートフォンやPCでのセルフオーダーが出来、飲食店は専用のコントロールパネルでリアルタイムに注文を確認できるシステム。店内で利用した場合、ユーザーはテーブル等に設置されたQRコードを読み取り、スマートフォンに表示されたメニューを見ながら注文可能。店員は紙のメニュー等でオーダーを取る必要が無く、専用の端末を用意することなく、ソーシャル・ディスタンスを保った非接触型のテーブルオーダーを実現。また店外から利用した場合は、ユーザーは受取日時を指定した事前注文ができ、スムーズなテイクアウトの受け渡しが可能となっている。
yathar Base
ヤンゴンにあるyatharオフィスをシェアオフィス・コミュニティスペースとして外部向けに提供するサービス。オフィスにはミーティングルームや共有スペースを用意し、作業やミーティングに利用可能。さらにクラウドキッチン・DJブースも併設。yathar契約店舗用の写真・動画撮影場所としての利用や、イベントの開催も検討している。